# 生活扶助
生活扶助（せいかつふじょ）とは生活保護制度で定められている生活保護の8種類のうちの一つである。

## 概要
生活保護法による保護のうち、衣食その他日常生活の需要を満たす目的で行われる（生活保護法第12条）。
生活扶助は、個人の経常的な需要を満たす目的の第1類、世帯の経常的な需要を満たす目的の第2類、障害者、高齢者等の事情により生じる経常的な需要を満たす目的の加算、入院患者・施設入所者の経常的な需要を満たす日用品費、その他一時的な需要を満たす目的の各種一時扶助などの種類がある。
生活扶助の基準額はその世帯の級地区分により異なる。

### 年表
- 1946年（昭和21年） - 生活扶助基準を標準生計費方式にする[2]
- 1948年（昭和23年） - 生活扶助基準をマーケットバスケット方式に改定[2]
- 1949年（昭和24年）
  - 5月1日 - 妊産婦加算創設[3]
  - 5月（日付不明） - 母子加算創設[3]
  - 5月（日付不明） - 障害者加算創設[4]
- 1951年（昭和26年） - 冬季加算創設[5]
- 1952年（昭和27年）5月 - 障害者加算、障害者本人に対して加算するよう改める[4]
- 1961年（昭和36年） - 生活扶助基準をエンゲル方式に改定[2]
- 1965年（昭和40年） - 生活扶助基準を格差縮小方式に改定[2]
- 1984年（昭和59年） - 生活扶助基準を水準均衡方式に改定[2]
- 2009年（平成21年）
  - 4月 - 母子加算一旦廃止[3]
  - 12月 - 母子加算復活[3]

## 生活扶助基準算定方式
国民の生活水準は時代とともに変わり、最低限度の生活の水準も変化することから、合わせて算定方式も絶対的な最低生活費を算出する方式から、一般国民と比較する相対的な決め方に移ってきた。
標準生計費方式
1946年（昭和21年）から1947年（昭和22年）採用。当時の経済安定本部が定めた世帯人員別の標準生計費を基に算出し、生活扶助基準とする方式である。
マーケットバスケット方式
1948年（昭和23年）から1960年（昭和35年）採用。最低生活を営むために必要な飲食物費や衣類、家具什器、入浴料といった個々の品目を一つ一つ積み上げて最低生活費を算出する方式である。
エンゲル方式
1961年（昭和36年）から1964年（昭和39年）採用。栄養審議会の答申に基づく栄養所要量を満たし得る食品を理論的に積み上げて計算し、別に低所得世帯の実態調査から、この飲食物費を支出している世帯のエンゲル係数の理論値を求め、これから逆算して総生活費を算出する方式である。
格差縮小方式
1965年（昭和40年）から1983年（昭和58年）採用。一般国民の消費水準の伸び率以上に生活扶助基準を引き上げ、結果的に一般国民と被保護世帯との消費水準の格差を縮小させようとする方式である。
準均衡方式
1984年（昭和59年）以降採用。当時の生活扶助基準が国民の消費実態との均衡上、ほぼ妥当な水準に達したことから、その均衡した水準を維持・調整する方式である。

## 第1類
個人単位の経費。食費、被服費などで年齢別の栄養所要量を参考とした指数で展開している。指数は2008年（平成20年）6月現在下記の通り。
- 0歳から2歳：51.9
- 3歳から5歳：65.4
- 6歳から11歳：84.6
- 12歳から19歳：104.5
- 20歳から40歳：100
- 41歳から59歳：94.8
- 60歳から69歳：89.6
- 70歳以上：80.3

## 第2類
世帯単位の経費と冬季加算。光熱水費、家具什器等などで、世帯人員別の消費支出（第2類費相当）の指数を参考として展開している。指数は2008年（平成20年）6月現在下記の通り。
- 1人世帯（単身世帯）：81.5
- 2人世帯：90.2
- 3人世帯：100
- 4人世帯：103.5
- 5人世帯：104.3

### 冬季加算
冬季における光熱費等の増加需要に対応するため、概ね11月から翌年3月まで生活扶助基準に上乗せして支給しており、1951年（昭和26年）に創設された。都道府県単位の冬季加算地域区分を設定して、世帯人員別、級地別に設定している。
地域区分は、平均気温が最も低い月の気温、積雪量、積雪期間、暖房が必要な日数などを総合的に勘案し設定している。2014年（平成26年）11月の厚労省会議資料によると、1966年（昭和41年）以降見直しは行っていない。
具体的には、電気代、ガス代、灯油代。使用用途は制限されていないので被保護者の裁量に任されている。
1974年（昭和49年）以降は前年度の基準額に生活扶助改定率を乗じて設定している。
地域区分（2014年<平成26年>10月現在）
- I区：北海道、青森県、秋田県
- II区：岩手県、山形県、新潟県
- III区：宮城県、福島県、富山県、長野県
- IV区：石川県、福井県
- V区：栃木県、群馬県、山梨県、岐阜県、鳥取県、島根県
- VI区：その他の都府県

支給期間（2024年11月現在）
冬季加算の支給期間は地域区分によって違い、
- I区：10月から翌年4月まで
- II区：10月から翌年4月まで
- III区：11月から翌年4月まで
- IV区：11月から翌年4月まで
- V区：11月から翌年3月まで
- VI区：11月から翌年3月まで

となっている。
引き下げ
2015年（平成27年）10月に約15～25％の引き下げが行われた。

## 加算
本体の基準には反映されない被保護世帯の特別な需要に着目して設定されたものである。歴史的経緯や他制度の見合いによって設定されたものも多い。
加算の種類
- 妊産婦加算[14] - 栄養補給等妊産婦の特別な需要に対応[15]
- 母子加算[14] - 一方の配偶者が欠ける状況にある者等が児童を養育しなければならないことに伴う特別な需要に対応[15]
- 障害者加算[14] - 障害を抱えることによって生じる特別な需要に対応[15]
- 重度障害者加算[14]
- 放射線障害者加算[14] - 原爆放射能による負傷、疾病の状態にある者などに係る特別な需要に対応[15]
- 児童養育加算[14] - 中学校修了前の児童の教養文化的経費等の特別需要に対応[15]
- 介護保険料加算[14] - 被保護者が負担すべき介護保険料第1号保険料に対応[15]

かつてあった加算
- 老齢加算 - 加齢に伴う特有の生活需要を満たすために創設された[16]。2004年度から段階的な廃止を決定し、2006年度には全廃[17]

### 問題点
埼玉弁護士会によると、加算認定漏れ等が起きる状況という。

## 期末一時扶助
年末において増加する食費や雑費等の経費を補填するものとして支給するものである。世帯人員別に設定する。

## 一時扶助
保護開始、出生、入学時などの際に、被服費や家具什器等の物資がなく、緊急やむを得ない場合に必要な経費を補填するものとして支給するものである。被服費、家具什器費、移送費、入学準備金、その他と費目毎に設定している。